# Liu Liangcheng (escriptor)
En una onomàstica xinesa Liu es el cognom i Liangcheng el prenom.
Liu Liangcheng (xinès simplificat: 刘亮程) ( Shawan 1962 - ) Assagista i escriptor xinès. Premi Lu Xun de Literatura de l'any 2014 per la col·lecció d'assaigs "A Xinjiang" (在新疆) i l'11è Premi Mao Dun de Literatura de l'any 2023 per la novel·la 本巴 (Bemba). Se'l l'ha definit de diverses formes com "filòsof del poble", "filòsof rural", "darrer assagista xinès del segle XX" o " filòsof bucòlic" i és un dels representants més famosos de la literatura de Xingjiang.

## Biografia
Liu Liangcheng va néixer l'any 1962 en un petit poble del comtat de Shawan a la vora del desert de Gurbantunggut a la província xinesa de Xinjiang. Va estudiar en una escola tècnica i durant un temps, desprès de cuidar ovelles i fer de pagès i ramader, va dirigir un parc de maquinària agrícola. Va marxar del seu poble per anar a Ürümchi, la capital de la província, on va aconseguir una feina temporal en el diari Xingjiang Daily i a la televisió local. Als cinquanta anys, l'any 2013 després de viure a la ciutat durant vint anys, va tornar a les seves arrels als peus de les muntanyes de Tianshan. Va escollir un poble mig abandonat, Caizigou (菜籽沟村) al districte autònom kazakh Mori (木垒县), a uns 200 quilòmetres a l'est d'Ürümchi, on només quedaven unes poques persones grans. Amb un grup d'artistes van formar una comunitat amb la missió de desenvolupar i promoure l'art tradicional xinès així com l'art modern.

#### Carrera literària
La publicació el 1998 del recull dels seus assajos, amb el títol de "一个人的村庄" (A Village of One) que descriu la vida al poble de “Huangshaliang” (“黄沙梁”), però d'una manera molt personal, va ser elogiat per crítics i escriptors per la bellesa i l'originalitat dels seus escrits i va a causar una gran repercussió a tot el país. Aquesta primera col·lecció va ser seguida entre el 2001 i el 2005 d'altres quatre que formen una pentalogia de la vida al poble, entre el vent, el sol, els ocells, els animals i els homes. D'aquestes col·leccions destaquen les dues obres que va dedicar al nucli antic de Kucha, al sud de Xinjiang, la primera, il·lustrada, publicada l'any 2007, per encàrrec d'una editorial. Liu Liangcheng evoca un llarg viatge la lentitud del qual anuncia el títol: "Kucha en un carro tirat per un ruc" (驴车上的龟兹) i també “Viatge a Kucha” (库车行) és un llarg somni pels carrers, un homenatge a l'esperit de l'antiga ciutat uigur i als testimonis del passat que hi romanen.
L'any 2006 va publicar la seva primera novel·la, "La terra buida" (虚土) i el 2010, la segona, "A Ciseled Void" (凿空), ambientada en un petit poble del sud de Xinjiang. Liu va trigar gairebé vuit anys més a completar una altra nova novel·la: “Difonent el missatge” (捎话), una altra faula en què l'ase és el personatge central i al·legòric, el 2020 va escriure 本巴, amb el que va ser un dels cinc guardonats amb el Premi Mao Dun de Literatura del 2023. "Bemba" és una novel·la basada en "Janggar" una de les tres obres de la literatura clàssica mongol. A través de tres jocs, construeix un món sense envelliment ni mort, i explora la memòria històrica humana, la saviesa poètica i la filosofia.
Molts dels seus articles han estat seleccionats com a materials de lectura per a llibres de text a les escoles secundàries de la Xina. i els seus assaigs es reediten regularment.

#### Museu Liu Liangchang
El juny del 2023 esw va inaugurar a Caizigou, el Museu de Literatura Liu Liangcheng, El museu está dividit en diverses seccions que cobreixen múltiples funcions. A més d'exhibicions i seminaris el centre vol ser un instrument per revitalitzar la cultura rural local i ajudar el desenvolupament econòmic, el creixement cultural i el turisme de la zona. El museu també vol conservar l'obra de Liu, tots els estudis que va dur a terme durant els seus gairebé 25 anys de carrera, així com els cinquanta llibres que va escriure sobre la seva vida a Xinjiang.
Durant la cerimonia d'inauguració l'escriptor Liu Heng va manifestar que "Espero que aquest museu de literatura pugui esdevenir una base que 'encengui una flama furiosa' en els cors dels joves locals i dels amants de l'art".

## Obres destacades

#### Assaig
| Any  | Títol xinès      | Títol anglès o francès            |
| ---- | ---------------- | --------------------------------- |
| 1998 | 一个人的村庄     | A Village of One                  |
| 2001 | 正午田野         | Les champs à l’heure de midi      |
| 2001 | 风中的院门       | Le vent à la porte de la cour     |
| 2002 | 站在黄沙梁边上   | En bordure de Huangshaliang       |
| 2005 | 天边尘土         | Dust to infinity                  |
| 2007 | 驴车上的龟兹     | Kucha en cariole tirée par un âne |
| 2011 | 库车行           | Voyage à Kucha                    |
| 2012 | 在新疆           | Au Xinjiang                       |
| 2023 | 我的孤独在人群中 | Ma solitude au milieu de la foule |

#### Novel·les i contes
| Any  | Títol xinès | Títol anglès o francès   |
| ---- | ----------- | ------------------------ |
| 2006 | 虚土        | La terre vide            |
| 2010 | 凿空        | A Ciseled Void           |
| 2012 | 剩下的事情  | The Things That Are Left |
| 2018 | 捎话        | Faire passer le message  |
| 2020 | 本巴        | Bemba                    |
| 2023 | 捎话        | Bearing Word             |